# Pathum Thani
Pathum Thani (Thai ปทุมธานี) ist eine Stadt (เทศบาลเมืองปทุมธานี) in der thailändischen Provinz Pathum Thani. Sie ist die Hauptstadt der Provinz Pathum Thani und des Landkreises (Amphoe) Mueang Pathum Thani. 
Die Provinz Pathum Thani liegt im nördlichen Zentrum der Zentralregion von Thailand. 

## Geographie
Pathum Thani liegt in der Zentralebene des Mae Nam Chao Phraya (Chao-Phraya-Fluss) und ist von fruchtbarer Landschaft umgeben. In der Stadt und in den Außenbezirken sind noch Kanäle (Khlongs) zu sehen, die früher zum Warentransport genutzt wurden. Die Entfernung zur Hauptstadt Bangkok beträgt etwa 45 km.

## Geschichte
Pathum Thani war ursprünglich eine Siedlung der Mon, die während der Regierung von König Prasat Thong und Narai aus Mottama (เมาะตะมะ), heute Martaban, Myanmar, einwanderten. Die Siedlung hieß zunächst Sam Khok. Während der Zeit von König Taksin wanderten weitere Mon nach Ban Sam Khok ein, das heute die Amphoe Sam Khok bildet.
Anlässlich eines Besuchs von König Phra Phutthaloetla (Rama II.) 1815 übergaben ihm die Bewohner von Sam Khok zahlreiche Lotosblüten als Zeichen der Verehrung. Daraufhin benannte der König Sam Khok in Prathum Thani um. 1918 schließlich erhielt die Stadt und die Provinz ihren heutigen Namen, nachdem König Vajiravudh (Rama VI.) die Einweihungszeremonie für das neue Verwaltungsgebäude („Sala Klang“) der Provinz präsidiert hatte.

## Industriepark
In Pathum Thani befindet sich der erste private Industriepark Thailands. Der Bangkadi Industrial Park Co., Ltd. wurde 1987 durch ein Joint Venture zwischen B.Grimm, der thailändischen Toshiba- und der Mitsui-Gruppe gegründet. Der Park umfasst derzeit (Stand 2022) über 50 Fabriken, die ein hohes Maß an Umweltmanagement aufweisen und einen besseren Lebensstandard für die lokale Gemeinschaft von über 20.000 Menschen schaffen.

## Sehenswürdigkeiten
- Museum für Wissenschaft und Technik Pathum Thani – enthält auf sechs Stockwerken interaktive Einrichtungen, auch traditionelle Techniken der Thai werden erläutert. Das Museum soll zu einem der führenden Technik-Museen Asiens werden.
- Wat Hong Pathummawat (วัดหงส์ปทุมาวาส) – erbaut 1764 unter König Taksin auf dem Westufer des Mae Nam Chao Phraya; Chedi und Wihan sind alte Nachbildungen aus Hongsawadi (heute: Pegu), der seinerzeit zerstörten Hauptstadt der Mon.
- Wat Chinwararam (วัดชินวราราม) – am Westufer des Mae Nam Chao Phraya gelegen und mit schönen Wandmalereien zum Leben Buddhas verziert.
- Wat Sing (วัดสิงห์) – älteste Tempelanlage aus der Mon-Zeit, etwas außerhalb der Stadt am Maenam Chao Phraya; beherbergt einen Goldenen Buddha in der selten anzutreffenden Mara-Pose. Die früheren Quartiere der Mönche sind heute als Museum für Mon-Kunst zu besichtigen.
- Wat Phailom (วัดไผ่ล้อม) – Tempel mit einer winterlichen Storchenkolonie
- San Lak Mueang – der Schrein für die Stadtgeister von Pathum Thani steht auf dem Grundstück der Provinzverwaltung (Sala Klang) und wurde 1977 erbaut, um die Stadtsäule zu überdachen; dazu gehört eine Buddha-Statue im Sukhothai-Stil in der Haltung des Siegs über das Böse.

## Persönlichkeiten
- Kritsana Taiwan (* 1982), Fußballspieler
- Sutthipong Pisansarb (* 1999), Fußballspieler
- Phiphat Saengwong (* 1999), Fußballspieler
- Kakana Khamyok (* 2004), Fußballspieler